# Challenge Cup 2009
Der Challenge Cup 2009 (aus Sponsoringgründen auch als Carnegie Challenge Cup 2009 bezeichnet) war die 108. Ausgabe des jährlichen Rugby-League-Turniers Challenge Cup. Im Finale gewannen die Warrington Wolves gegen die Huddersfield Giants mit 25:16 und gewannen damit das Turnier zum sechsten Mal.

## Vorrunde
|  | Eccles and Salford Juniors | 6 : 22 | Saddleworth Rangers |  |
|  |                            |        |                     |  |

|  | Egremont Rangers | 14 : 8 | Thronhill Trojans |  |
|  |                  |        |                   |  |

|  | Ovenden | 22 : 20 | Oulton Raiders |  |
|  |         |         |                |  |

|  | Skirlaugh Bulls | 56 : 4 | Heworth |  |
|  |                 |        |         |  |

|  | Wath Brow Hornets | 18 : 14 | Millom |  |
|  |                   |         |        |  |

|  | Siddal | 30 : 12 | Normanton Knights |  |
|  |        |         |                   |  |

|  | Stanningley | 16 : 18 | Hull Dockers |  |
|  |             |         |              |  |

|  | Halifax Irish | 10 : 22 | Bradford Dudley Hill |  |
|  |               |         |                      |  |

|  | Rochdale Mayfield | 12 : 36 | Leigh East |  |
|  |                   |         |            |  |

|  | Halton Simms Cross | 46 : 12 | York Acorn |  |
|  |                    |         |            |  |

|  | Ellenborough | 4 : 20 | Wigan St Patricks |  |
|  |              |        |                   |  |

|  | Bank Quay Bulls | 6 : 19 | Queens |  |
|  |                 |        |        |  |

|  | Oldham St Annes | 16 : 30 | Wigan St Judes |  |
|  |                 |         |                |  |

|  | Widnes St Maries | 22 : 8 | Ince Rose Bridge |  |
|  |                  |        |                  |  |

|  | Shaw Cross Sharks | 16 : 21 | Castleford Lock Lane |  |
|  |                   |         |                      |  |

|  | Stanley Rangers | 12 : 40 | Leigh Miners Rangers |  |
|  |                 |         |                      |  |

|  | Bristol Sonics | 8 : 52 | Leeds Metropolitan University |  |
|  |                |        |                               |  |

|  | University of Wales | 18 : 20 | Valley Cougars |  |
|  |                     |         |                |  |

|  | Loughborough University | 26 : 16 | Nottingham Outlaws |  |
|  |                         |         |                    |  |

|  | West London Sharks | 10 : 22 | British Army |  |
|  |                    |         |              |  |

## Erste Runde
|  | Kells | 26 : 14 | Eastmoor Dragons |  |
|  |       |         |                  |  |

|  | West Hull | 56 : 0 | East Leeds |  |
|  |           |        |            |  |

|  | West Bowling | 32 : 6 | East Hull |  |
|  |              |        |           |  |

|  | Milford Marlins | 14 : 24 | Pilkington Recs |  |
|  |                 |         |                 |  |

|  | Hull Dockers | 34 : 4 | Ovenden |  |
|  |              |        |         |  |

|  | Castleford Panthers | 12 : 26 | Leigh Miners Rangers |  |
|  |                     |         |                      |  |

|  | Waterhead | 14 : 16 | Castleford Lock Lane |  |
|  |           |         |                      |  |

|  | Siddal | 36 : 12 | Thatto Heath Crusaders |  |
|  |        |         |                        |  |

|  | Crosfields | 10 : 36 | Sharlston Rovers |  |
|  |            |         |                  |  |

|  | Wigan St Patricks | 24 : 18 | Skirlaugh Bulls |  |
|  |                   |         |                 |  |

|  | Egremont Rangers | 0 : 42 | Wath Brow Hornets |  |
|  |                  |        |                   |  |

|  | Leigh East | 68 : 0 | Orchard Park and Greenwood |  |
|  |            |        |                            |  |

|  | Hull Isberg | 12 : 36 | Saddleworth Rangers |  |
|  |             |         |                     |  |

|  | Queens | 13 : 0 | Halton Simms Cross |  |
|  |        |        |                    |  |

|  | Wigan St Judes | 34 : 20 | Myton Warriors |  |
|  |                |         |                |  |

|  | Bradford Dudley Hill | 19 : 24 | Widnes St Maries |  |
|  |                      |         |                  |  |

|  | Featherstone Lions | 18 : 12 | University of Hull |  |
|  |                    |         |                    |  |

|  | Royal Air Force | 16 : 18 | Edinburgh Eagles |  |
|  |                 |         |                  |  |

|  | Loughborough University | 40 : 12 | St Mary’s University College |  |
|  |                         |         |                              |  |

|  | Leeds Metropolitan University | 36 : 6 | Warrington Wizards |  |
|  |                               |        |                    |  |

|  | Royal Navy | 38 : 28 | Valley Cougars |  |
|  |            |         |                |  |

|  | British Army | 72 : 0 | Northumbria University |  |
|  |              |        |                        |  |

## Zweite Runde
|  | Wigan St Patricks | 20 : 16 | West Hull |  |
|  |                   |         |           |  |

|  | Widnes St Maries | 8 : 15 | Queens |  |
|  |                  |        |        |  |

|  | Wath Brow Hornets | 40 : 22 | Hull Dockers |  |
|  |                   |         |              |  |

|  | Kells | 31 : 22 | Leigh Miners Rangers |  |
|  |       |         |                      |  |

|  | Wigan St Judes | 24 : 28 | Pilkington Recs |  |
|  |                |         |                 |  |

|  | Siddal | 34 : 10 | West Bowling |  |
|  |        |         |              |  |

|  | Sharlston Rovers | 20 : 10 | Leigh East |  |
|  |                  |         |            |  |

|  | Saddleworth Rangers | 20 : 16 | Castleford Lock Lane |  |
|  |                     |         |                      |  |

|  | Loughborough University | 20 : 18 | Royal Navy |  |
|  |                         |         |            |  |

|  | Leeds Metropolitan University | 20 : 6 | Edinburgh Eagles |  |
|  |                               |        |                  |  |

|  | Featherstone Lions | 12 : 30 | British Army |  |
|  |                    |         |              |  |

## Dritte Runde
|  | Siddal | 6 : 10 | Swinton Lions |  |
|  |        |        |               |  |

|  | York City Knights | 50 : 10 | Wigan St Patricks |  |
|  |                   |         |                   |  |

|  | Featherstone Rovers | 94 : 2 | British Army |  |
|  |                     |        |              |  |

|  | Queens | w.o. für Doncaster | Doncaster |  |
|  |        |                    |           |  |

|  | Pilkington Recs | 24 : 34 | Batley Bulldogs |  |
|  |                 |         |                 |  |

|  | Barrow Raiders | 44 : 12 | Blackpool Panthers |  |
|  |                |         |                    |  |

|  | Gateshead Thunder | 42 : 38 | Whitehaven |  |
|  |                   |         |            |  |

|  | Workington Town | 6 : 18 | Lézignan Sangliers |  |
|  |                 |        |                    |  |

|  | Leigh Centurions | 82 : 6 | RC Lokomotive Moskau |  |
|  |                  |        |                      |  |

|  | Oldham Roughyeds | 26 : 8 | Sharlston Rovers |  |
|  |                  |        |                  |  |

|  | Sheffield Eagles | 22 : 6 | Toulouse Olympique |  |
|  |                  |        |                    |  |

|  | Leeds Metropolitan University | 24 : 38 | Rochdale Hornets |  |
|  |                               |         |                  |  |

|  | Widnes Vikings | 88 : 0 | Saddleworth |  |
|  |                |        |             |  |

|  | Wath Brow Hornets | 14 : 12 | London Skolars |  |
|  |                   |         |                |  |

|  | Keighley Cougars | 30 : 24 | Salanque Méditerranée Pia XIII |  |
|  |                  |         |                                |  |

|  | Kells | 12 : 22 | Hunslet Hawks |  |
|  |       |         |               |  |

|  | Halifax | 80 : 16 | Loughborough University |  |
|  |         |         |                         |  |

|  | Dewsbury Rams | 18 : 6 | AS Carcassonne |  |
|  |               |        |                |  |

## Vierte Runde
Die Spiele der vierten Runde fanden zwischen dem 3. und 5. April statt.
| 3. April 19:30 | Swinton Lions | 22 : 28 | Rochdale Hornets | Park Lane, Bury Zuschauer: 525 Schiedsrichter: Peter Brooke |
| 3. April 19:30 | Bericht       |         |                  | Park Lane, Bury Zuschauer: 525 Schiedsrichter: Peter Brooke |

| 3. April 20:00 | Halifax | 20 : 16 | Widnes Vikings | The Shay, Halifax Zuschauer: 3.204 Schiedsrichter: Richard Silverwood |
| 3. April 20:00 | Bericht |         |                | The Shay, Halifax Zuschauer: 3.204 Schiedsrichter: Richard Silverwood |

| 3. April 20:00 | Hull Kingston Rovers | 32 : 6 | Celtic Crusaders | Craven Park, Hull Zuschauer: 7.104 Schiedsrichter: Thierry Alibert |
| 3. April 20:00 | Bericht              |        |                  | Craven Park, Hull Zuschauer: 7.104 Schiedsrichter: Thierry Alibert |

| 3. April 20:00 | Sheffield Eagles | 28 : 18 | Dewsbury Rams | Don Valley Stadium, Sheffield Zuschauer: 597 Schiedsrichter: Robert Hicks |
| 3. April 20:00 | Bericht          |         |               | Don Valley Stadium, Sheffield Zuschauer: 597 Schiedsrichter: Robert Hicks |

| 3. April 20:00 | Wakefield Trinity Wildcats | 54 : 0 | Leigh Centurions | Belle Vue, Wakefield Zuschauer: 2.637 Schiedsrichter: Gareth Hewer |
| 3. April 20:00 | Bericht                    |        |                  | Belle Vue, Wakefield Zuschauer: 2.637 Schiedsrichter: Gareth Hewer |

| 4. April 14:00 | Warrington Wolves | 56 : 10 | York City Knights | Halliwell Jones Stadium, Warrington Zuschauer: 6.000 Schiedsrichter: James Child |
| 4. April 14:00 | Bericht           |         |                   | Halliwell Jones Stadium, Warrington Zuschauer: 6.000 Schiedsrichter: James Child |

| 4. April 15:00 | Harlequins RL | 16 : 42 | Huddersfield Giants | The Stoop, London Zuschauer: 2.500 Schiedsrichter: Ben Thaler |
| 4. April 15:00 | Bericht       |         |                     | The Stoop, London Zuschauer: 2.500 Schiedsrichter: Ben Thaler |

| 5. April 14:00 | Batley Bulldogs | 28 : 24 | Hunslet Hawks | Mount Pleasant, Batley Zuschauer: 633 Schiedsrichter: Dave Merrick |
| 5. April 14:00 | Bericht         |         |               | Mount Pleasant, Batley Zuschauer: 633 Schiedsrichter: Dave Merrick |

| 5. April 14:00 | Featherstone Rovers | 54 : 16 | Wath Brow Hornets | Post Office Road, Featherstone Zuschauer: 1.180 Schiedsrichter: Greg Dolan |
| 5. April 14:00 | Bericht             |         |                   | Post Office Road, Featherstone Zuschauer: 1.180 Schiedsrichter: Greg Dolan |

| 5. April 14:00 | Oldham Roughyeds | 60 : 30 | Lézignan Sangliers | Boundary Park, Oldham Zuschauer: 863 Schiedsrichter: Ronnie Laughton |
| 5. April 14:00 |                  |         |                    | Boundary Park, Oldham Zuschauer: 863 Schiedsrichter: Ronnie Laughton |

| 5. April 14:30 | Dragons Catalans | 40 : 38 | Bradford Bulls | Stade Gilbert Brutus, Perpignan Zuschauer: 6.450 Schiedsrichter: Steve Ganson |
| 5. April 14:30 | Bericht          |         |                | Stade Gilbert Brutus, Perpignan Zuschauer: 6.450 Schiedsrichter: Steve Ganson |

| 5. April 15:00 | Barrow Raiders | 20 : 32 | Wigan Warriors | Craven Park, Barrow Zuschauer: 6.275 Schiedsrichter: Jamie Leahy |
| 5. April 15:00 | Bericht        |         |                | Craven Park, Barrow Zuschauer: 6.275 Schiedsrichter: Jamie Leahy |

| 5. April 15:00 | Doncaster | 18 : 32 | Gateshead Thunder | Keepmoat Stadium, Doncaster Zuschauer: 458 Schiedsrichter: Craig Halloran |
| 5. April 15:00 | Bericht   |         |                   | Keepmoat Stadium, Doncaster Zuschauer: 458 Schiedsrichter: Craig Halloran |

| 5. April 15:00 | Keighley Cougars | 20 : 64 | Castleford Tigers | Lawkholme Lane, Bradford Zuschauer: 3.255 Schiedsrichter: Matt Thomason |
| 5. April 15:00 | Bericht          |         |                   | Lawkholme Lane, Bradford Zuschauer: 3.255 Schiedsrichter: Matt Thomason |

| 5. April 15:15 | Hull FC | 18 : 22 | Salford City Reds | KC Stadium, Hull Zuschauer: 8.945 Schiedsrichter: Ian Smith |
| 5. April 15:15 | Bericht |         |                   | KC Stadium, Hull Zuschauer: 8.945 Schiedsrichter: Ian Smith |

| 5. April 16:30 | Leeds Rhinos | 18 : 22 | St Helens | Headingley Carnegie Stadium, Leeds Zuschauer: 17.689 Schiedsrichter: Phil Bentham |
| 5. April 16:30 | Bericht      |         |           | Headingley Carnegie Stadium, Leeds Zuschauer: 17.689 Schiedsrichter: Phil Bentham |

## Fünfte Runde
| 9. Mai 14:30 | Wakefield Trinity Wildcats | 17 : 28 | Wigan Warriors | Belle Vue, Wakefield Zuschauer: 4.883 Schiedsrichter: Phil Bentham |
| 9. Mai 14:30 | (11:16) Bericht            |         |                | Belle Vue, Wakefield Zuschauer: 4.883 Schiedsrichter: Phil Bentham |

| 9. Mai 15:00 | Gateshead Thunder | 34 : 16 | Oldham Roughyeds | Reynolds Arena, Darlington Zuschauer: 929 Schiedsrichter: James Child |
| 9. Mai 15:00 | (4:6) Bericht     |         |                  | Reynolds Arena, Darlington Zuschauer: 929 Schiedsrichter: James Child |

| 9. Mai 18:00 | Castleford Tigers | 35 : 34 n. V. | Halifax | Wheldon Road, Castleford Zuschauer: 5.595 Schiedsrichter: Steve Ganson |
| 9. Mai 18:00 | (16:12) Bericht   |               |         | Wheldon Road, Castleford Zuschauer: 5.595 Schiedsrichter: Steve Ganson |

| 10. Mai 11:30 | Huddersfield Giants | 38 : 12 | Rochdale Hornets | Galpharm Stadium, Huddersfield Zuschauer: 2.859 Schiedsrichter: Gareth Hewer |
| 10. Mai 11:30 | (26:0) Bericht      |         |                  | Galpharm Stadium, Huddersfield Zuschauer: 2.859 Schiedsrichter: Gareth Hewer |

| 10. Mai 13:30 | Featherstone Rovers | 8 : 56 | Warrington Wolves | Post Office Road, Featherstone Zuschauer: 3.127 Schiedsrichter: Ian Smith |
| 10. Mai 13:30 | (4:20) Bericht      |        |                   | Post Office Road, Featherstone Zuschauer: 3.127 Schiedsrichter: Ian Smith |

| 10. Mai 15:00 | Batley Bulldogs | 4 : 66 | Salford City Reds | Mount Pleasant, Batley Zuschauer: 1.298 Schiedsrichter: Jamie Leahy |
| 10. Mai 15:00 | (0:48) Bericht  |        |                   | Mount Pleasant, Batley Zuschauer: 1.298 Schiedsrichter: Jamie Leahy |

| 10. Mai 15:00 | Hull Kingston Rovers | 34 : 24 | Sheffield Eagles | Craven Park, Hull Zuschauer: 4.955 Schiedsrichter: Thierry Alibert |
| 10. Mai 15:00 | (22:6) Bericht       |         |                  | Craven Park, Hull Zuschauer: 4.955 Schiedsrichter: Thierry Alibert |

| 10. Mai 15:15 | St Helens      | 42 : 8 | Dragons Catalans | Knowsley Road, St Helens Zuschauer: 7.176 Schiedsrichter: Ben Thaler |
| 10. Mai 15:15 | (18:8) Bericht |        |                  | Knowsley Road, St Helens Zuschauer: 7.176 Schiedsrichter: Ben Thaler |

## Viertelfinale
| 29. Mai 20:00 | Wigan Warriors | 28 : 6 | Salford City Reds | JJB Stadium, Wigan Zuschauer: 9.466 Schiedsrichter: Thierry Alibert |
| 29. Mai 20:00 | (10:6) Bericht |        |                   | JJB Stadium, Wigan Zuschauer: 9.466 Schiedsrichter: Thierry Alibert |

| 30. Mai 17:30 | Hull Kingston Rovers | 24 : 25 n. V. | Warrington Wolves | Craven Park, Hull Zuschauer: 7.671 Schiedsrichter: Phil Bentham |
| 30. Mai 17:30 | (6:6) Bericht        |               |                   | Craven Park, Hull Zuschauer: 7.671 Schiedsrichter: Phil Bentham |

| 30. Mai 18:00 | Gateshead Thunder | 6 : 66 | St Helens | Gateshead International Stadium, Gateshead Zuschauer: 4.325 Schiedsrichter: Ian Smith |
| 30. Mai 18:00 | (6:36) Bericht    |        |           | Gateshead International Stadium, Gateshead Zuschauer: 4.325 Schiedsrichter: Ian Smith |

| 31. Mai 15:30 | Huddersfield Giants | 16 : 14 | Castleford Tigers | Galpharm Stadium, Huddersfield Zuschauer: 6.359 Schiedsrichter: Richard Silverwood |
| 31. Mai 15:30 | (6:6) Bericht       |         |                   | Galpharm Stadium, Huddersfield Zuschauer: 6.359 Schiedsrichter: Richard Silverwood |

## Halbfinale
| 8. August 14:30 | Wigan Warriors | 26 : 39        | Warrington Wolves | Stobart Stadium, Widnes Zuschauer: 12.975 Schiedsrichter: Steve Ganson |
| 8. August 14:30 | Versuche: Bailey 8. erh. Tomkins 53. erh. Coley 60. erh. Leuluai 68. erh. Erhöhungen: Richards (4/4) Straftritte: Richards (1/1) 12. | (8:28) Bericht | Versuche: King 18. erh., 38. n.erh., 48. n.erh. Anderson 20. erh. Briers 22. erh. Cooper 29. erh. Hicks 74. erh. Erhöhungen: Bridge (5/7) Dropgoals: Briers 70. | Stobart Stadium, Widnes Zuschauer: 12.975 Schiedsrichter: Steve Ganson |

| 9. August 16:00 | St Helens                                                                  | 14 : 24        | Huddersfield Giants                                                                                              | Halliwell Jones Stadium, Warrington Zuschauer: 10.638 Schiedsrichter: Richard Silverwood |
| 9. August 16:00 | Versuche: Meli 10. n.erh., 51. erh., 78. n.erh. Erhöhungen: Eastmond (1/3) | (4:10) Bericht | Versuche: Hodgson 5. n.erh. Wild 32. erh., 77. erh. Cudjoe 41. n.erh. Brown 47. n.erh. Erhöhungen: Hodgson (2/5) | Halliwell Jones Stadium, Warrington Zuschauer: 10.638 Schiedsrichter: Richard Silverwood |

## Finale
| 29. August 14:30 | Warrington Wolves                                                                           | 25 : 16         | Huddersfield Giants                                              | Wembley Stadium, London Zuschauer: 76.560 Schiedsrichter: Steve Ganson |
| 29. August 14:30 | Versuche: Anderson, Hicks, Mathers, Monaghan Erhöhungen: Bridge (4/4) Dropgoals: Briers (1) | (18:10) Bericht | Versuche: B. Hodgson, D. Hodgson, Lunt Erhöhungen: Hodgson (2/3) | Wembley Stadium, London Zuschauer: 76.560 Schiedsrichter: Steve Ganson |

| 30                 | Richard Mathers  |
| 19                 | Chris Riley      |
| 4                  | Matt King        |
| 25                 | Chris Bridge     |
| 23                 | Chris Hicks      |
| 13                 | Vinnie Anderson  |
| 6                  | Lee Briers       |
| 8                  | Adrian Morley    |
| 7                  | Michael Monaghan |
| 16                 | Gareth Carvell   |
| 11                 | Louis Anderson   |
| 12                 | Ben Westwood     |
| 24                 | Ben Harrison     |
| Auswechselspieler: |                  |
| 18                 | Michael Cooper   |
| 2                  | Paul Johnson     |
| 14                 | Mickey Higham    |
| 28                 | Tyrone McCarthy  |

| 1                  | Brett Hodgson    |
| 21                 | Leroy Cudjoe     |
| 11                 | Jamahl Lolesi    |
| 4                  | Paul Whatuira    |
| 5                  | David Hodgson    |
| 3                  | Kevin Brown      |
| 7                  | Luke Robinson    |
| 16                 | Keith Mason      |
| 20                 | Scott Moore      |
| 10                 | Darrell Griffin  |
| 6                  | Liam Fulton      |
| 13                 | Stephen Wild     |
| 9                  | David Faiumu     |
| Auswechselspieler: |                  |
| 8                  | Eorl Crabtree    |
| 15                 | Paul Jackson     |
| 24                 | Shaun Lunt       |
| 1                  | Martin Aspinwall |